# Єгипетські ієрогліфи
Єгипетські ієрогліфи (від грец. ἱερογλύφος — «священні різьблення») — система письма, яку використовували у стародавньому Єгипті для запису текстів релігійного характеру. Ієрогліфічні надписи збереглися у вигляді різьблень на стінах староєгипетських храмів та папірусних текстів. Поряд із ієрогліфічною системою письма єгиптяни мали також простіші системи письма для щоденного вжитку — спочатку ієратичне письмо, а потім демотичне письмо. Ієрогліфічне письмо сполучає в собі елементи логографічного й фонетичного, тобто окремий ієрогліф може означати як предмет чи поняття, так і певний приголосний звук.

## Історія виникнення та розвитку
Ієрогліфічне письмо склалося із малюнків, які, наприклад, знаходять на герзейській кераміці, датованій 4 тисячами років до Н. Х. Перші протоієрогліфи були знайдені в гробниці додинастичного правителя в Абідосі, датованій 33-ім століттям до Н. Х. Перше речення, записане ієрогліфами знайдене на печатці часів другої династії з могили Сет-Перібсен в Умм ель-Ка'абі. В часи Раннього царства, Середнього царства та Нового царства існувало приблизно 800 ієрогліфів. До періоду греко-романської влади в Єгипті їхнє число перевищило 5 тис.
Єгипетське ієрогліфічне письмо виникло дещо пізніше від шумерського клинопису. Питання про те, чи знали єгиптяни про клинопис, і чи не вплинув він на становлення єгипетських систем письма залишається невирішеним.
Формальний та декоративний характер ієрогліфів зумовив те, що їх використовували здебільшого для монументальних записів та записів священних текстів. Для щоденних адміністративних і комерційних записів та для листування існувало простіше ієратичне письмо, яке, однак, не витіснило ієрогліфічне зовсім. Ієрогліфами продовжували користуватися як в період перського, так і греко-римського правління в Єгипті. Проте, до IV ст. залишилося небагато людей, здатних читати й писати, використовуючи цю складну систему письма. Греки та римляни не особливо цікавилися нею, а з прийняттям християнства ієрогліфи вийшли із вжитку. В 391 візантійський імператор Феодосій Великий звелів зачинити всі поганські храми. Останній відомий стародавній запис ієрогліфічним письмом (графіті Есмет-Ахома) був зроблений в 396-му.

### Розшифрування
Починаючи з V ст., єгипетські ієрогліфи перестали використовувати, й вони забулися навіть у Єгипті. Перший трактат на тему єгипетських ієрогліфів «Ієрогліфіка» написав Гораполлон у V ст. Однак, ця праця, в якій наводилося тлумачення близько 200 ієрогліфів, була сповнена помилок і містичних тлумачень і довгий час стояла на заваді розшифруванню єгипетського письма.
Перша відома спроба розшифрування ієрогліфічного письма належить арабським історикам, що мешкали в Єгипті в IX–X ст. Часткового успіху добилися Дуль-нун аль-Місрі та Ібн Вахшія завдяки знанню коптської мови.
Серед європейських дослідників спроби прочитати ієрогліфічні тексти робили Беканус у XVI ст. та Атанасіус Кірхер у XVII ст., однак вони не здобули успіху. Відкриття розетського каменю наполеонівськими військами, дало можливість справжнього прориву. Над написаним на ньому текстом працювали Сільвестр де Сасі, Йоган Давид Акерблад та Томас Янг. Врешті Жан-Франсуа Шампольйон у 1820-х роках зумів добитися повного розшифрування.

## Система письма
На вигляд кожен із єгипетських ієрогліфів розпізнається до певного ступеня як стилізоване зображення предмета або істоти. Однак, в залежності від контексту усі вони можуть мати різне значення: відображати фонетичний звук, бути логограмою або ідеограмою. Деякі з ієрогліфів у певному контексті не читаються, а виконують функції додаткових знаків, які допомагають розумінню значення інших ієрогліфів.
Більшість ієрогліфів фонетичні за природою, тобто слова й фрази, записані ієрогліфікою, складаються за принципом ребуса. Фонограми можуть мати в своєму складі один, два або три приголосні звуки. Двадцять чотири однозвукові знаки складають так звану ієрогліфічну абетку.
Єгипетські ієрогліфи зазвичай не відображають голосних, а тому є консонантним письмом на зразок арабського абджаду. Про те, які голосні були пропущені, можна тільки здогадуватися. В наш час заведено при прочитанні ієрогліфічного тексту вставляти літеру е. Наприклад, нфр (nfr латинськими літерами) читається нефер. Проте, це лише сучасна конвенція. Інша сучасна конвенція — читати ȝ як а.
Напрямок, в якому повинна читатися послідовність ієрогліфів, не фіксований. Ієрогліфи записуються зліва — направо, справа — наліво та зверху — вниз. Ієрогліфи, що містять зображення людей або тварин, повернуті обличчям до початку слова, що допомагає визначити, як їх читати. Пробілів та інших знаків пунктуації, якими розділялися б на письмі окремі слова, в ієрогліфічному письмі не було, хоча для деяких ієрогліфів властиве місце в кінці слова.

#### Однозвукові ієрогліфи
В наступній таблиці подані однозвукові ієрогліфи, та їх приблизні еквіваленти латинськими літерами.
| G1 |

| G1 |

| D58 |

| D58 |

| D46 |

| D46 |

| I10 |

| I10 |

| D36 |

| D36 |

| I9 |

| I9 |

| W11 |

| W11 |

| O4 |

| O4 |

| V28 |

| V28 |

| M17 |

| M17 |

| V31 |

| V31 |

| E23 |

| E23 |

| G17 |

| G17 |

| Aa15 |

| Aa15 |

| N35 |

| N35 |

| S3 |

| S3 |

| G43 |

| G43 |

| Q3 |

| Q3 |

| N29 |

| N29 |

| D21 |

| D21 |

| O34 |

| O34 |

| S29 |

| S29 |

| N37 |

| N37 |

| X1 |

| X1 |

| V13 |

| V13 |

| Z7 |

| Z7 |

| V31 |

| V31 |

| S29 |

| S29 |

| M17 |

| M17 |

| M17 |

| M17 |

| X1 |

| X1 |

| S29 |

| S29 |

| F32 |

| F32 |

| Aa1 |

| Aa1 |

### Фонетичні додатки
У ієрогліфічному письмі часто зустрічається надлишкова інформація. Для зручності прочитання той самий звук може повторюватися іншим ієрогліфом. Наприклад, слово нфр, що означає гарний записується тризвуковим ієрогліфом
| F35 |
Однак, здебільшого в текстах до нього додавалися ще й однозвукові ієрогліфи, що позначали окремі звуки ф та р.
Такі ієрогліфи, які супроводжували двозвукові та тризвукові знаки, називаються фонетичними додатками. Вони можуть стояти як перед знаком (зрідка), так і після нього (здебільшого), або навіть спереду і позаду. Писарі Стародавнього Єгипту намагалися уникнути порожнього простору, і дописували фонетичні додатки, а іноді навіть міняли порядок знаків, для того, щоб досягнути кращого естетичного враження.
Фонетичні додатки допомагали читачу також розрізнити омофони, або ті знаки, які мали різне прочитання.
Інша причина вживання фонетичних додатків у тому, що вимова слова змінювалася з плином часу. Тому його написання ставало компромісом між усталеним написанням давніх часів та сучасною для писаря вимовою. Наприклад,
| b | n | r | i | M30 |
має структуру (b+n+r+j+ визначник). Середньоєгипетською мовою це слово зі значенням солодкий читалося bnr, але його написання зберігало й староєгипетське bnj.

### Семантичне прочитання
Крім фонетичного значення ієрогліфи можуть бути логограмами та семаграмами (визначниками).

#### Логограми
При використанні як логограми значення ієрогліфа визначається зображеним на ньому рисунком. Здебільшого усі такі ієрогліфи відповідають іменникам. Те, що ієрогліф є логограмою, позначається вертикальною рискою. До ієрогліфів логограм можуть приписуватися фонетичні додатки. Наприклад,
- | ra | Z1 |   —   rˁ — сонце;

- | pr | Z1 |   —   pr, — будинок;

- | sw | t | Z1 |   —   swt (sw+t) — очерет;

- | Dw | Z1 |   —   ḏw — гора.

Деякі з логограм позначають абстрактні поняття через предмети, що асоціюються з ними
- | nTr | Z1 |   —   nṯr — бог. Ієрогліф зображає храмовий прапорець;

- | G53 | Z1 |   —   bȝ — душа (ба). Ієрогліф зображає птаха з людською головою;

- | G27 | Z1 |   —   dšr — фламінго. Слово складається із фонетичного ієрогліфа, який читається червоний і водночас означає птаха.

### Детермінативи
Детермінативи або семаграми поміщаються в кінець слова. Вони не читаються, а лише допомагають відрізнити один омонім або омограф від іншого.

Існує кілька детермінативів: для позначення божеств, людей, частин тіла, рослин, тварин тощо. Деякі з детермінативів мають буквальне, інші переносне значення. Наприклад, 
| Y1 |

  означає папірусний сувій, книгу, а також абстрактну ідею. Множина слів передається детермінативом, який можна розуміти як триразове повторення, оскільки староєгипетська мова використовувала також двоїну.
Приклади використання детермінативів:
- | nfr | w | A17 | Z3 |   —   nfrw (w та три риски в кінці означають множину): рекрути, буквально «гарні молоді люди» | A17 |   —   детермінатив, що означає «дитина», «немовля».
- | nfr | f | r&t | B1 |   —   nfr.t (.t — суфікс, що утворює жіночий рід) — юна красуня, | B1 | — детермінатив, що означає жінку.

- | nfr | f | r | S28 |   —   nfr — одяг | S28 |   — детермінатив, що означає довжину тканини.
- | nfr | W22 · Z2ss |   —   nfr — вино або пиво, глечик | W22 |   як детермінатив.

### Додаткові знаки
Іноді імена богів поміщаються в картуш, останні два імена фараонів теж завжди поміщаються в картуш.
- |                |   |        |     |
| \| \| \| \| \| |   |        |     |
|                |   |        |     |
| N5 · Z1        | i | Y5 · n | A40 |

| N5 · Z1 | i | Y5 · n | A40 |

|                |   |        |     |
| \| \| \| \| \| |   |        |     |
|                |   |        |     |
| N5 · Z1        | i | Y5 · n | A40 |

| N5 · Z1 | i | Y5 · n | A40 |, jmn-rˁ — Амон-Ра.
- |                               |     |   |    |   |       |   |   |    |
| \| \| \| \| \| \| \| \| \| \| |     |   |    |   |       |   |   |    |
|                               |     |   |    |   |       |   |   |    |
| q                             | E23 | i | V4 | p | d · r | A | t | H8 |

| q | E23 | i | V4 | p | d · r | A | t | H8 |

|                               |     |   |    |   |       |   |   |    |
| \| \| \| \| \| \| \| \| \| \| |     |   |    |   |       |   |   |    |
|                               |     |   |    |   |       |   |   |    |
| q                             | E23 | i | V4 | p | d · r | A | t | H8 |

| q | E23 | i | V4 | p | d · r | A | t | H8 |, qrwjwȝpdrȝ.t, Клеопатра.

Вільне місце в квадрантах заповнювалося рисками.
Деякі ієрогліфи об'єднують в себе кілька інших. Однак, вони при цьому приймають нове значення, наприклад, рука зі скипетром — детермінатив для слів із значенням «направляти», «скеровувати» та їхніх похідних.
Певні позначення відображали граматику:
- Вертикальна риска означала, що ієрогліф повинен читатися як ідеограма.
- Дві риски означали двоїну, а три множину.
- Для прямого позначення закінчення використовували ієрогліф | W |.

## Приклад читання

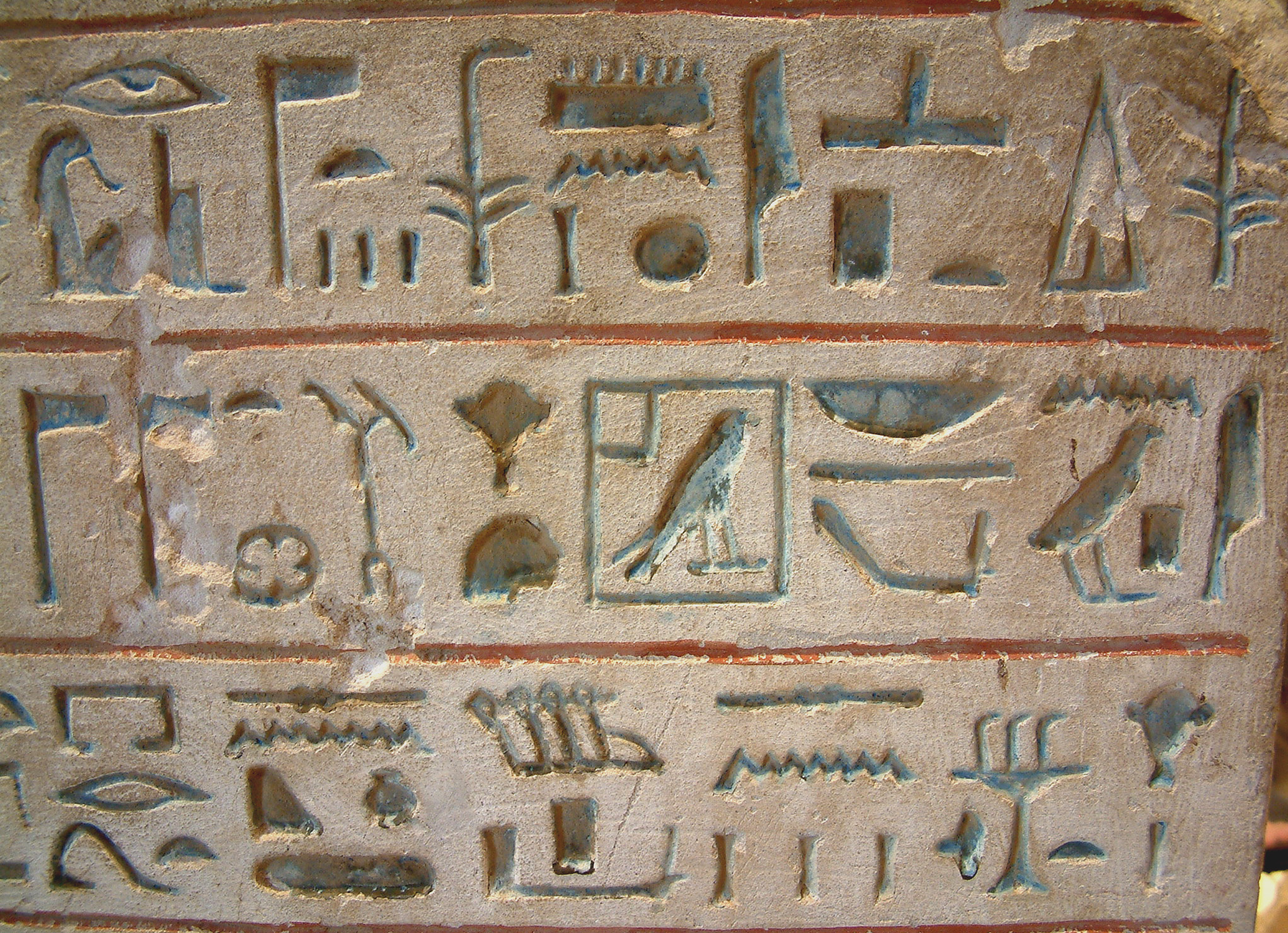

- | sw | di | Htp | t · p | i | mn | n · ra · Z1 | sw | t | Z1 · Z1 · Z1 | nTr | ir | st · A40 |
- sw-di-Htp:t*p i-mn:n:ra*Z1 sw-t:Z1*Z1*Z1 nTr ir:st*A40
- | i | n | p · w | nb | tA | Dsr | O10 | Hr | tp | R19 | t | O49 | nTr | nTr |
- i-n:p*w nb:tA:Dsr O10 Hr:tp R19 t:O49 nTr-nTr
- | Hr | Z1 | R2 | =z | n · Z2 | Szp | p · D40 | z | n · nw · D19 · N18 | pr | r · t · D54 |
- Hr:Z1 R2 =z:n:Z2 Szp:p:D40 z:n:nw*D19:N18 pr:r:t*D54

## Список Гардінера
Сер Алан Гардінер скомпонував список ієрогліфів, який вважається стандартом для їхнього вивчення та використання. Ієрогліфи в цьому списку розбиті на групи, які позначаються літерою латинського алфавіту. Всередині кожної групи ієрогліфу призначається номер. Наприклад,
| A1 | проіндексований як А1,
| A52 | проіндексований як А52.
| B1 | проіндексований як B1.
| C2 | проіндексований як C2.
| D3 | проіндексований як D3.
| E4 | проіндексований як E4.
| G4 | проіндексований як G4.
| H4 | проіндексований як H4.
| I4 | проіндексований як I4.
Саме це позначення використовують для html-тегу  <hiero> , за допомогою якого записані ієрогліфи на цій сторінці.

## Ієрогліфи в юнікоді
Unicode 5.2 відводить для єгипетських ієрогліфів діапазон від U+13000 до U+AA032. Станом на грудень 2009 цей діапазон підтримує єдиний шрифт «Aegyptus».

## Ієратіка
Є спрощеною, скорописною формою єгипетських ієрогліфів. Як і ієрогліфи, іератіку використовували у священних та релігійних текстах. До I тис. до н. е. каліграфічна іератіка стала шрифтом, який переважно використовували у поховальних папірусах і храмових сувоях. Тоді як написання ієрогліфів вимагало граничної точності, скорописну іератіку виконували набагато швидше і тому її використовували для ведення обліку писарів. В першу чергу вона служила скорописним шрифтом для нефараонівських, немонументальних і менш офіційних писань.

## Демотика
Є новим, ще більш скорописним шрифтом, який використовували для неофіційного, повсякденного письма. Остаточним шрифтом, прийнятим стародавніми єгиптянами, було коптське письмо — адаптований варіант грецького алфавіту.
Коптський алфавіт став стандартом в IV ст. н. е., коли християнство стало державною релігією всієї Римської імперії; ієрогліфи були відкинуті як поганське зображення поганської традиції, непридатні для написання біблійного канону.